# Tricentrus gammamaculatus
Tricentrus gammamaculatus är en insektsart som beskrevs av Yuan och Xiaolong Cui. Tricentrus gammamaculatus ingår i släktet Tricentrus och familjen hornstritar. Inga underarter finns listade i Catalogue of Life.